# Réunion d'Aventures
Réunion d'Aventures est un raid nature organisé chaque année sur l'île de La Réunion par Gérard Fusil, le créateur du Raid Gauloises et Oman Adventures.

## Éditions
La 5e édition s'est déroulée du 9 au 16 mai 2009 et a été remportée par l'équipe Les Sybelles composée de Ludovic Pommeret,  Thierry Galindo et Lionel Bonnel.
La 6e édition se déroule du 13 au 19 mai 2012.